# Automeris belti
Espèce

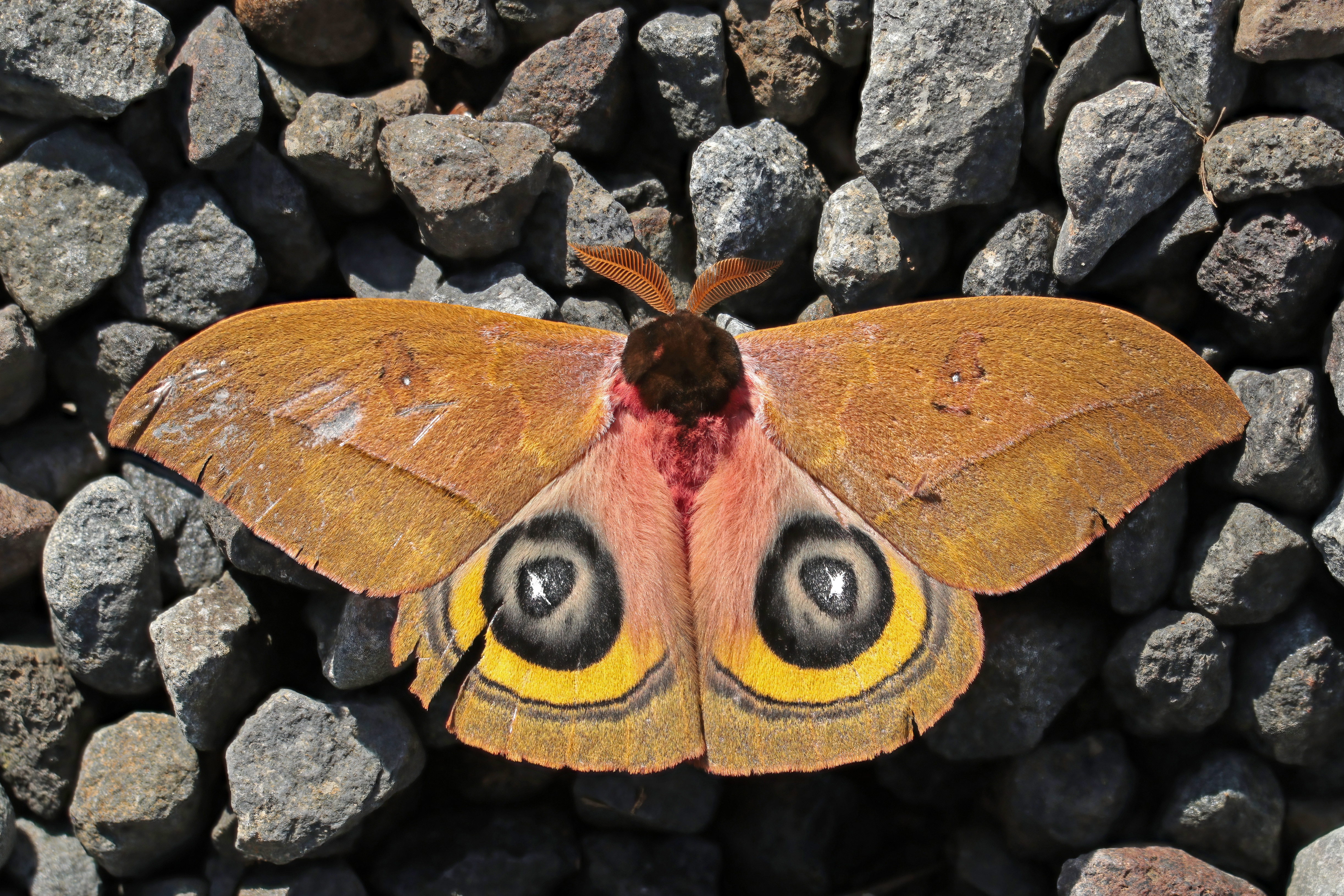
Un Automeris belti belti, dans la forêt de nuages du mont Totumas à Panama.

Automeris belti est une espèce de papillon de la famille des Saturniidae.